# Torneo Clausura 2008 (El Salvador)

El Torneo Clausura 2008 (conocido comercialmente como Copa Pilsener) es el vigésimo torneo corto desde la creación del formato de un campeonato Apertura y Clausura, que se juega en la Primera División de El Salvador. El equipo defensor del título será el CD L. A. Firpo.
Al igual que años anteriores, la liga comprenderá 10 equipos compitiendo en formato todos contra todos en dos vueltas haciendo un total de 18 partidos por equipo. Los cuatro mejores equipos al final de la temporada regular tomarán parte de las semifinales (1º vs 4º y 2º vs 3º) y el último equipo que obtenga menos  puntos en la tabla acumulada descenderá a Segunda División.

## Fase Regular
Constará de un grupo único conformado por los 10 equipos pertenecientes a la Primera División - por derecho o por invitación - y siguiendo un sistema de liga se enfrentarán todos contra todos a visita recíproca - en dos ocasiones, un juego en casa y otro de visita - haciendo un total de 18 jornadas de 5 partidos o 90 partidos en total. El orden de los enfrentamientos fue definido por sorteo ante los representantes de todos los equipos. Luego de finalizadas las 18 jornadas y calculada la clasificación sobre la base de 3 puntos por victoria, 1 por empate y 0 por derrota, los cuatro mejores equipos clasificarán a una fase de eliminación directa. En caso de empate se determinará el lugar de clasificación de la siguiente manera:
- Mayor diferencia de goles entre los clubes empatados en puntos.
- Mayor cantidades de goles a favor entre los clubes empatados en puntos y en diferencia de goles.
- Serie particular en el torneo en curso entre los equipos empatados en puntos, diferencia de goles y mayor cantidad de goles a favor.
- De persistir el empate se decidirá por sorteo.

Un caso particular es cuando dos equipos o más equipos empatan por puntos en la cuarta posición (4°), en este caso debe jugarse un juego extra en campo neutral para definirse la última posición clasificatoria a las semifinales; en caso de que sean más de dos equipos empatados por puntos, se definirán los dos mejor posicionados por los criterios señalados anteriormente y luego procederá el juego extra.
Para este Torneo el equipo que resultado de la clasificación acumulada del presente y el anterior torneo se ubique en la décima posición (10°), será descendido automáticamente salvo que exista otro equipo descendido por causas extradeportivas; en caso de empate en puntos se procederá como lo indicado arriba, hasta llegar a un partido extra en campo neutral entre el 9° y el 10° lugar. Un equipo que aunque hubiere alcanzado las semifinales resultare descendido en el acumulado no podrá participar en la segunda fase y deberá ceder su plaza al siguiente mejor clasificado.

## Fase de Eliminación Directa
La segunda fase del torneo consiste en una eliminación directa (semifinales) a dos partidos entre los cuatro clubes mejor clasificados del torneo regular de la forma:
- Primer lugar (1°) vs. Cuarto Lugar (4°)
- Segundo lugar (2°) vs. Tercer lugar (3°)

En esta fase clasifican los ganadores de la serie particular, definidos primero por el resultado global - suma de los dos resultados - y en caso de empate en este, por la mejor posición en la tabla de la fase regular - favoreciendo a 1° y 2° -.
La Final se realiza en un único partido en campo neutral - generalmente el Estadio Cuscatlán - siendo campeón el equipo que se imponga al otro una vez finalizados los 90 minutos reglamentarios, prórroga o lanzamientos desde el punto penal según corresponda.

## Tabla de posiciones Clausura 2008
|  | Pos. | Equipos de fútbol | P. J. | G. | E. | P. | G. F. | G. C. | Dif. | Pts. |
|  | ---- | ----------------- | ----- | -- | -- | -- | ----- | ----- | ---- | ---- |
|  | 1.   | LA Firpo          | 18    | 8  | 8  | 2  | 39    | 27    | 12   | 32   |
|  | 2.   | Isidro Metapan    | 18    | 8  | 8  | 2  | 29    | 15    | 14   | 32   |
|  | 3.   | CD Fas            | 18    | 8  | 6  | 4  | 26    | 21    | 5    | 30   |
|  | 4.   | Vista Hermosa     | 18    | 8  | 6  | 4  | 20    | 15    | 5    | 30   |
|  | 5.   | CD Chalatenango   | 18    | 6  | 7  | 5  | 29    | 25    | 4    | 25   |
|  | 6.   | Alianza           | 18    | 5  | 7  | 6  | 20    | 18    | 2    | 22   |
|  | 7.   | CD Águila         | 18    | 5  | 6  | 7  | 25    | 32    | -7   | 21   |
|  | 8.   | Nejapa FC         | 18    | 4  | 7  | 7  | 20    | 26    | -6   | 19   |
|  | 9.   | Once Municipal    | 18    | 1  | 9  | 8  | 11    | 24    | -13  | 12   |
|  | 10.  | San Salvador FC   | 18    | 2  | 6  | 10 | 14    | 30    | -16  | 12   |

Pts = Puntos; PJ = Partidos Jugados; G = Partidos Ganados; E = Partidos Empatados; P = Partidos Perdidos;
GF = Goles Anotados; GC = Goles Recibidos; Dif = Diferencia de gol
|  |                                               |
|  | Cuatro primeros lugares jugaran la semifinal. |

## Tabla Acumulada 2007/2008
|  | Pos. | Equipos de fútbol | P. J. | G. | E. | P. | G. F. | G. C. | Dif. | Pts. |
|  | ---- | ----------------- | ----- | -- | -- | -- | ----- | ----- | ---- | ---- |
|  | 1.   | Isidro Metapan    | 36    | 16 | 13 | 7  | 70    | 51    | 19   | 61   |
|  | 2.   | CD Fas            | 36    | 17 | 9  | 10 | 53    | 42    | 11   | 60   |
|  | 3.   | LA Firpo          | 36    | 15 | 14 | 7  | 52    | 32    | 20   | 59   |
|  | 4.   | CD Chalatenango   | 36    | 16 | 11 | 9  | 58    | 41    | 17   | 59   |
|  | 5.   | Vista Hermosa     | 36    | 16 | 9  | 11 | 44    | 40    | 4    | 57   |
|  | 6.   | Alianza           | 36    | 11 | 13 | 12 | 46    | 46    | 0    | 46   |
|  | 7.   | CD Águila         | 36    | 12 | 10 | 14 | 48    | 52    | -4   | 46   |
|  | 8.   | Nejapa FC         | 36    | 9  | 14 | 13 | 51    | 60    | -9   | 41   |
|  | 9.   | San Salvador FC   | 36    | 5  | 12 | 9  | 34    | 65    | -31  | 27   |
|  | 10.  | Once Municipal    | 36    | 5  | 11 | 20 | 19    | 46    | -27  | 26   |

Pts = Puntos; PJ = Partidos Jugados; G = Partidos Ganados; E = Partidos Empatados; P = Partidos Perdidos;
GF = Goles Anotados; GC = Goles Recibidos; Dif = Diferencia de gol
|  |                                                      |
|  | Clasificados a la Liga de Campeones CONCACAF 2008/09 |
|  | Playoff con el mejor Segundo de Segunda División     |
|  | desciende a Segunda División.                        |

### Fase final
|  | Semifinales        | Semifinales        | Semifinales        |   |        | Final                   | Final                   |  |
|  | 21 de mayo de 2008 | 21 de mayo de 2008 | 21 de mayo de 2008 |   |        | 25 y 24 de mayo de 2008 | 25 y 24 de mayo de 2008 |  |
|  |                    |                    |                    |   |        |                         |                         |  |
|  |                    |                    |                    |   |        |                         |                         |  |
|  | Vista Hermosa      | 1                  | 0                  |   |        |                         |                         |  |
|  | Vista Hermosa      | 1                  | 0                  |   |        |                         |                         |  |
|  | LA Firpo           | 0                  | 3                  |   |        |                         |                         |  |
|  | LA Firpo           | 0                  | 3                  |   | CD Fas | 0                       |                         |  |
|  |                    |                    |                    |   | CD Fas | 0                       |                         |  |
|  |                    |                    | LA Firpo           | 1 |        |                         |                         |  |
|  | Isidro Metapán     | 0                  | LA Firpo           | 1 | 2      |                         |                         |  |
|  | Isidro Metapán     | 0                  |                    |   | 2      |                         |                         |  |
|  | CD Fas             | 3                  | 0                  |   |        |                         |                         |  |
|  | CD Fas             | 3                  | 0                  |   |        |                         |                         |  |
|  |                    |                    |                    |   |        |                         |                         |  |

| Bandera de El Salvador             |
| Campeón Luis Ángel Firpo 9° título |

- Datos: Q3535223